# Ebebiyín
Ebebiyín  este un oraș  în Guineea Ecuatorială. Este reședința provinciei Kié-Ntem. Este punct de graniță cu Camerun și Gabon.